# Lycalopex vetulus
Il jaguapitango (Lycalopex vetulus), detto anche pseudovolpe canuta,  è una licalopecia diffusa in Brasile. È fra le specie più piccole, e si ciba principalmente di insetti. Si tratta della licalopecia più basale, essendosi diviso dalla stirpe che condusse alle altre cinque specie durante il Pleistocene inferiore.

## Descrizione ed etologia

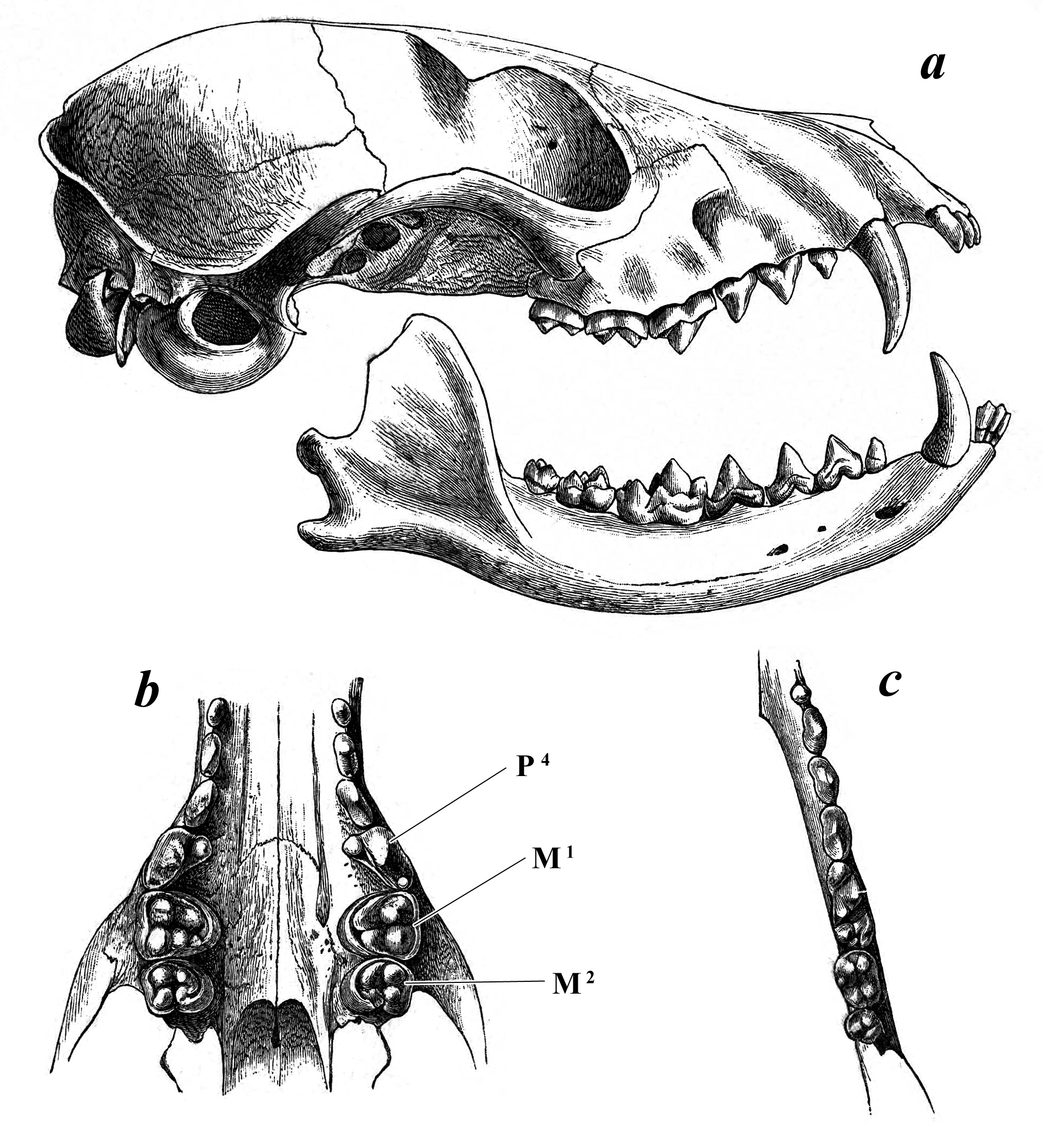
Illustrazione del cranio

### Caratteristiche fisiche
Si tratta di un animale di piccola taglia, snello, dalle zampe lunghe e le orecchie grandi. La lunghezza del corpo è mediamente identica per maschi e femmine e si attesta sui 58 cm, egualmente al peso che, in media, è di 3,3 kg, ma l'intervallo di taglia e di peso è più ampio negli esemplari maschi. Il dimorfismo sessuale è più evidente nella lunghezza media della coda: 28 cm per le femmine, 34 cm per i maschi. Le sue bolle timpaniche sono le più grandi di qualsiasi canino delle Americhe, un tratto probabilmente collegato al suo bisogno di sentire i movimenti degli insetti di cui si ciba.
Il colore della pelliccia è variabile: grigio perla sulla parte superiore del corpo; bianco-giallastro sulla parte inferiore, la parte interna delle zampe e le orecchie. La parte anteriore del collo è bianca, ma sotto la mandibola il pelo è bruno scuro o nero.

### Alimentazione
Come tutte le licalopecie è onnivoro, ma — come evidenziato dall'analisi delle feci e, parzialmente, dalla sua anatomia dentale — si ciba prevalentemente di insetti, soprattutto termiti e scarabei stercorari. In misura minore o occasionale, la sua dieta integra anche cavallette, piccoli roditori, uccelli e serpenti.
La morfologia cranio-dentale non differisce da quella di altre licalopecie non insettivore, ma, tuttavia, i piccoli canini, i larghi molari e l'ampia bolla uditiva si adattano molto bene a questo tipo di dieta.

### Etologia
Il jaguapitango è prevalentemente un animale notturno e caccia normalmente isolata, di rado in piccoli gruppi, per esempio durante il volo nuziale delle termiti, quando queste prede sono abbondanti e molto facili da catturare.
È un animale monogamo che forma una coppia solida e occupa un areale abituale di attività (home range) di 4 o 5 km2 marcato attraverso le urine. Il tasso di natalità negli individui selvatici è in media di 4-5 cuccioli (3-4 in cattività) partoriti verso la fine dell'estate. Il periodo di gestazione non è noto con certezza, ma si reputa sia simile a quello delle altre licalopecie ovvero di circa 60 giorni.

## Evoluzione e tassonomia
Un'analisi delle sequenze delle regioni HV1 e HV2 del DNA mitocondriale delle licalopecie rivelò che il jaguapitango è la specie più basale del genere Lycalopex, essendosi diviso dalla stirpe che avrebbe dato luce alle altre specie circa un milione di anni fa durante il Pleistocene. La divisione degli antenati del jaguapitango e quelli delle altre specie fu probabilmente innescata da un'alluvione proveniente dal bacino dell'Amazzonia che divise in due il Brasile. Gli antenati del jaguapitango sarebbero stati limitati al Brasile orientale, mentre le altre licalopecie si sarebbero diversificate in seguito nel Brasile occidentale.
Questo albero filogenetico è basato su una filogenia proposta nel 2005 in base al genoma mitocondriale delle specie odierne, ma modificata per incorporare scoperte successive:
|  | Speoto                                                    |
|  |                                                           |
|  | \| \| Crisocione \| \| \| \| \| \| †Dusicione \| \| \| \| |
|  |                                                           |
|  | Crisocione                                                |
|  |                                                           |
|  | †Dusicione                                                |
|  |                                                           |

|  | Crisocione |
|  |            |
|  | †Dusicione |
|  |            |

|  | Pseudovolpe di Darwin |
|  |                       |
|  | Aguarachay            |
|  |                       |

|  | Culpeo |
|  |        |
|  | Chilla |
|  |        |

|  | Pseudovolpe di Darwin |
|  |                       |
|  | Aguarachay            |
|  |                       |

|  | Culpeo |
|  |        |
|  | Chilla |
|  |        |

|  | Pseudovolpe di Darwin |
|  |                       |
|  | Aguarachay            |
|  |                       |

|  | Culpeo |
|  |        |
|  | Chilla |
|  |        |

|  | Pseudovolpe di Darwin |
|  |                       |
|  | Aguarachay            |
|  |                       |

|  | Culpeo |
|  |        |
|  | Chilla |
|  |        |

|  | Pseudovolpe di Darwin |
|  |                       |
|  | Aguarachay            |
|  |                       |

|  | Culpeo |
|  |        |
|  | Chilla |
|  |        |

|  | Pseudovolpe di Darwin |
|  |                       |
|  | Aguarachay            |
|  |                       |

|  | Culpeo |
|  |        |
|  | Chilla |
|  |        |

|  | Pseudovolpe di Darwin |
|  |                       |
|  | Aguarachay            |
|  |                       |

|  | Culpeo |
|  |        |
|  | Chilla |
|  |        |

|  | Pseudovolpe di Darwin |
|  |                       |
|  | Aguarachay            |
|  |                       |

|  | Culpeo |
|  |        |
|  | Chilla |
|  |        |

|  | Pseudovolpe di Darwin |
|  |                       |
|  | Aguarachay            |
|  |                       |

|  | Culpeo |
|  |        |
|  | Chilla |
|  |        |

|  | Pseudovolpe di Darwin |
|  |                       |
|  | Aguarachay            |
|  |                       |

|  | Culpeo |
|  |        |
|  | Chilla |
|  |        |

|  | Pseudovolpe di Darwin |
|  |                       |
|  | Aguarachay            |
|  |                       |

|  | Culpeo |
|  |        |
|  | Chilla |
|  |        |

|  | Pseudovolpe di Darwin |
|  |                       |
|  | Aguarachay            |
|  |                       |

|  | Culpeo |
|  |        |
|  | Chilla |
|  |        |

|  | Pseudovolpe di Darwin |
|  |                       |
|  | Aguarachay            |
|  |                       |

|  | Culpeo |
|  |        |
|  | Chilla |
|  |        |

|  | Pseudovolpe di Darwin |
|  |                       |
|  | Aguarachay            |
|  |                       |

|  | Culpeo |
|  |        |
|  | Chilla |
|  |        |

|  | Pseudovolpe di Darwin |
|  |                       |
|  | Aguarachay            |
|  |                       |

|  | Culpeo |
|  |        |
|  | Chilla |
|  |        |

|  | Pseudovolpe di Darwin |
|  |                       |
|  | Aguarachay            |
|  |                       |

|  | Culpeo |
|  |        |
|  | Chilla |
|  |        |

|  | Pseudovolpe di Darwin |
|  |                       |
|  | Aguarachay            |
|  |                       |

|  | Culpeo |
|  |        |
|  | Chilla |
|  |        |

|  | Pseudovolpe di Darwin |
|  |                       |
|  | Aguarachay            |
|  |                       |

|  | Culpeo |
|  |        |
|  | Chilla |
|  |        |

|  | Pseudovolpe di Darwin |
|  |                       |
|  | Aguarachay            |
|  |                       |

|  | Culpeo |
|  |        |
|  | Chilla |
|  |        |

|  | Pseudovolpe di Darwin |
|  |                       |
|  | Aguarachay            |
|  |                       |

|  | Culpeo |
|  |        |
|  | Chilla |
|  |        |

|  | Pseudovolpe di Darwin |
|  |                       |
|  | Aguarachay            |
|  |                       |

|  | Culpeo |
|  |        |
|  | Chilla |
|  |        |

|  | Pseudovolpe di Darwin |
|  |                       |
|  | Aguarachay            |
|  |                       |

|  | Culpeo |
|  |        |
|  | Chilla |
|  |        |

|  | Pseudovolpe di Darwin |
|  |                       |
|  | Aguarachay            |
|  |                       |

|  | Culpeo |
|  |        |
|  | Chilla |
|  |        |

|  | Pseudovolpe di Darwin |
|  |                       |
|  | Aguarachay            |
|  |                       |

|  | Culpeo |
|  |        |
|  | Chilla |
|  |        |

|  | Pseudovolpe di Darwin |
|  |                       |
|  | Aguarachay            |
|  |                       |

|  | Culpeo |
|  |        |
|  | Chilla |
|  |        |

|  | Pseudovolpe di Darwin |
|  |                       |
|  | Aguarachay            |
|  |                       |

|  | Culpeo |
|  |        |
|  | Chilla |
|  |        |

|  | Pseudovolpe di Darwin |
|  |                       |
|  | Aguarachay            |
|  |                       |

|  | Culpeo |
|  |        |
|  | Chilla |
|  |        |

|  | Pseudovolpe di Darwin |
|  |                       |
|  | Aguarachay            |
|  |                       |

|  | Culpeo |
|  |        |
|  | Chilla |
|  |        |

|  | Pseudovolpe di Darwin |
|  |                       |
|  | Aguarachay            |
|  |                       |

|  | Culpeo |
|  |        |
|  | Chilla |
|  |        |

|  | Pseudovolpe di Darwin |
|  |                       |
|  | Aguarachay            |
|  |                       |

|  | Culpeo |
|  |        |
|  | Chilla |
|  |        |

|  | Pseudovolpe di Darwin |
|  |                       |
|  | Aguarachay            |
|  |                       |

|  | Culpeo |
|  |        |
|  | Chilla |
|  |        |

|  | Pseudovolpe di Darwin |
|  |                       |
|  | Aguarachay            |
|  |                       |

|  | Culpeo |
|  |        |
|  | Chilla |
|  |        |

|  | Pseudovolpe di Darwin |
|  |                       |
|  | Aguarachay            |
|  |                       |

|  | Culpeo |
|  |        |
|  | Chilla |
|  |        |

|  | Pseudovolpe di Darwin |
|  |                       |
|  | Aguarachay            |
|  |                       |

|  | Culpeo |
|  |        |
|  | Chilla |
|  |        |

|  | Pseudovolpe di Darwin |
|  |                       |
|  | Aguarachay            |
|  |                       |

|  | Culpeo |
|  |        |
|  | Chilla |
|  |        |

|  | Pseudovolpe di Darwin |
|  |                       |
|  | Aguarachay            |
|  |                       |

|  | Culpeo |
|  |        |
|  | Chilla |
|  |        |

|  | Pseudovolpe di Darwin |
|  |                       |
|  | Aguarachay            |
|  |                       |

|  | Culpeo |
|  |        |
|  | Chilla |
|  |        |

|  | Pseudovolpe di Darwin |
|  |                       |
|  | Aguarachay            |
|  |                       |

|  | Culpeo |
|  |        |
|  | Chilla |
|  |        |

|  | Pseudovolpe di Darwin |
|  |                       |
|  | Aguarachay            |
|  |                       |

|  | Culpeo |
|  |        |
|  | Chilla |
|  |        |

|  | Pseudovolpe di Darwin |
|  |                       |
|  | Aguarachay            |
|  |                       |

|  | Culpeo |
|  |        |
|  | Chilla |
|  |        |

|  | Pseudovolpe di Darwin |
|  |                       |
|  | Aguarachay            |
|  |                       |

|  | Culpeo |
|  |        |
|  | Chilla |
|  |        |

|  | Pseudovolpe di Darwin |
|  |                       |
|  | Aguarachay            |
|  |                       |

|  | Culpeo |
|  |        |
|  | Chilla |
|  |        |

|  | Pseudovolpe di Darwin |
|  |                       |
|  | Aguarachay            |
|  |                       |

|  | Culpeo |
|  |        |
|  | Chilla |
|  |        |

|  | Pseudovolpe di Darwin |
|  |                       |
|  | Aguarachay            |
|  |                       |

|  | Culpeo |
|  |        |
|  | Chilla |
|  |        |

|  | Pseudovolpe di Darwin |
|  |                       |
|  | Aguarachay            |
|  |                       |

|  | Culpeo |
|  |        |
|  | Chilla |
|  |        |

|  | Pseudovolpe di Darwin |
|  |                       |
|  | Aguarachay            |
|  |                       |

|  | Culpeo |
|  |        |
|  | Chilla |
|  |        |

|  | Pseudovolpe di Darwin |
|  |                       |
|  | Aguarachay            |
|  |                       |

|  | Culpeo |
|  |        |
|  | Chilla |
|  |        |

|  | Pseudovolpe di Darwin |
|  |                       |
|  | Aguarachay            |
|  |                       |

|  | Culpeo |
|  |        |
|  | Chilla |
|  |        |

|  | Pseudovolpe di Darwin |
|  |                       |
|  | Aguarachay            |
|  |                       |

|  | Culpeo |
|  |        |
|  | Chilla |
|  |        |

|  | Pseudovolpe di Darwin |
|  |                       |
|  | Aguarachay            |
|  |                       |

|  | Culpeo |
|  |        |
|  | Chilla |
|  |        |

|  | Pseudovolpe di Darwin |
|  |                       |
|  | Aguarachay            |
|  |                       |

|  | Culpeo |
|  |        |
|  | Chilla |
|  |        |

|  | Pseudovolpe di Darwin |
|  |                       |
|  | Aguarachay            |
|  |                       |

|  | Culpeo |
|  |        |
|  | Chilla |
|  |        |

|  | Pseudovolpe di Darwin |
|  |                       |
|  | Aguarachay            |
|  |                       |

|  | Culpeo |
|  |        |
|  | Chilla |
|  |        |

|  | Pseudovolpe di Darwin |
|  |                       |
|  | Aguarachay            |
|  |                       |

|  | Culpeo |
|  |        |
|  | Chilla |
|  |        |

|  | Pseudovolpe di Darwin |
|  |                       |
|  | Aguarachay            |
|  |                       |

|  | Culpeo |
|  |        |
|  | Chilla |
|  |        |

|  | Pseudovolpe di Darwin |
|  |                       |
|  | Aguarachay            |
|  |                       |

|  | Culpeo |
|  |        |
|  | Chilla |
|  |        |

|  | Pseudovolpe di Darwin |
|  |                       |
|  | Aguarachay            |
|  |                       |

|  | Culpeo |
|  |        |
|  | Chilla |
|  |        |

|  | Pseudovolpe di Darwin |
|  |                       |
|  | Aguarachay            |
|  |                       |

|  | Culpeo |
|  |        |
|  | Chilla |
|  |        |

|  | Pseudovolpe di Darwin |
|  |                       |
|  | Aguarachay            |
|  |                       |

|  | Culpeo |
|  |        |
|  | Chilla |
|  |        |

|  | Pseudovolpe di Darwin |
|  |                       |
|  | Aguarachay            |
|  |                       |

|  | Culpeo |
|  |        |
|  | Chilla |
|  |        |

|  | Pseudovolpe di Darwin |
|  |                       |
|  | Aguarachay            |
|  |                       |

|  | Culpeo |
|  |        |
|  | Chilla |
|  |        |

|  | Pseudovolpe di Darwin |
|  |                       |
|  | Aguarachay            |
|  |                       |

|  | Culpeo |
|  |        |
|  | Chilla |
|  |        |

|  | Pseudovolpe di Darwin |
|  |                       |
|  | Aguarachay            |
|  |                       |

|  | Culpeo |
|  |        |
|  | Chilla |
|  |        |

|  | Pseudovolpe di Darwin |
|  |                       |
|  | Aguarachay            |
|  |                       |

|  | Culpeo |
|  |        |
|  | Chilla |
|  |        |

|  | Speoto                                                    |
|  |                                                           |
|  | \| \| Crisocione \| \| \| \| \| \| †Dusicione \| \| \| \| |
|  |                                                           |
|  | Crisocione                                                |
|  |                                                           |
|  | †Dusicione                                                |
|  |                                                           |

|  | Crisocione |
|  |            |
|  | †Dusicione |
|  |            |

|  | Pseudovolpe di Darwin |
|  |                       |
|  | Aguarachay            |
|  |                       |

|  | Culpeo |
|  |        |
|  | Chilla |
|  |        |

|  | Pseudovolpe di Darwin |
|  |                       |
|  | Aguarachay            |
|  |                       |

|  | Culpeo |
|  |        |
|  | Chilla |
|  |        |

|  | Pseudovolpe di Darwin |
|  |                       |
|  | Aguarachay            |
|  |                       |

|  | Culpeo |
|  |        |
|  | Chilla |
|  |        |

|  | Pseudovolpe di Darwin |
|  |                       |
|  | Aguarachay            |
|  |                       |

|  | Culpeo |
|  |        |
|  | Chilla |
|  |        |

|  | Pseudovolpe di Darwin |
|  |                       |
|  | Aguarachay            |
|  |                       |

|  | Culpeo |
|  |        |
|  | Chilla |
|  |        |

|  | Pseudovolpe di Darwin |
|  |                       |
|  | Aguarachay            |
|  |                       |

|  | Culpeo |
|  |        |
|  | Chilla |
|  |        |

|  | Pseudovolpe di Darwin |
|  |                       |
|  | Aguarachay            |
|  |                       |

|  | Culpeo |
|  |        |
|  | Chilla |
|  |        |

|  | Pseudovolpe di Darwin |
|  |                       |
|  | Aguarachay            |
|  |                       |

|  | Culpeo |
|  |        |
|  | Chilla |
|  |        |

|  | Pseudovolpe di Darwin |
|  |                       |
|  | Aguarachay            |
|  |                       |

|  | Culpeo |
|  |        |
|  | Chilla |
|  |        |

|  | Pseudovolpe di Darwin |
|  |                       |
|  | Aguarachay            |
|  |                       |

|  | Culpeo |
|  |        |
|  | Chilla |
|  |        |

|  | Pseudovolpe di Darwin |
|  |                       |
|  | Aguarachay            |
|  |                       |

|  | Culpeo |
|  |        |
|  | Chilla |
|  |        |

|  | Pseudovolpe di Darwin |
|  |                       |
|  | Aguarachay            |
|  |                       |

|  | Culpeo |
|  |        |
|  | Chilla |
|  |        |

|  | Pseudovolpe di Darwin |
|  |                       |
|  | Aguarachay            |
|  |                       |

|  | Culpeo |
|  |        |
|  | Chilla |
|  |        |

|  | Pseudovolpe di Darwin |
|  |                       |
|  | Aguarachay            |
|  |                       |

|  | Culpeo |
|  |        |
|  | Chilla |
|  |        |

|  | Pseudovolpe di Darwin |
|  |                       |
|  | Aguarachay            |
|  |                       |

|  | Culpeo |
|  |        |
|  | Chilla |
|  |        |

|  | Pseudovolpe di Darwin |
|  |                       |
|  | Aguarachay            |
|  |                       |

|  | Culpeo |
|  |        |
|  | Chilla |
|  |        |

|  | Pseudovolpe di Darwin |
|  |                       |
|  | Aguarachay            |
|  |                       |

|  | Culpeo |
|  |        |
|  | Chilla |
|  |        |

|  | Pseudovolpe di Darwin |
|  |                       |
|  | Aguarachay            |
|  |                       |

|  | Culpeo |
|  |        |
|  | Chilla |
|  |        |

|  | Pseudovolpe di Darwin |
|  |                       |
|  | Aguarachay            |
|  |                       |

|  | Culpeo |
|  |        |
|  | Chilla |
|  |        |

|  | Pseudovolpe di Darwin |
|  |                       |
|  | Aguarachay            |
|  |                       |

|  | Culpeo |
|  |        |
|  | Chilla |
|  |        |

|  | Pseudovolpe di Darwin |
|  |                       |
|  | Aguarachay            |
|  |                       |

|  | Culpeo |
|  |        |
|  | Chilla |
|  |        |

|  | Pseudovolpe di Darwin |
|  |                       |
|  | Aguarachay            |
|  |                       |

|  | Culpeo |
|  |        |
|  | Chilla |
|  |        |

|  | Pseudovolpe di Darwin |
|  |                       |
|  | Aguarachay            |
|  |                       |

|  | Culpeo |
|  |        |
|  | Chilla |
|  |        |

|  | Pseudovolpe di Darwin |
|  |                       |
|  | Aguarachay            |
|  |                       |

|  | Culpeo |
|  |        |
|  | Chilla |
|  |        |

|  | Pseudovolpe di Darwin |
|  |                       |
|  | Aguarachay            |
|  |                       |

|  | Culpeo |
|  |        |
|  | Chilla |
|  |        |

|  | Pseudovolpe di Darwin |
|  |                       |
|  | Aguarachay            |
|  |                       |

|  | Culpeo |
|  |        |
|  | Chilla |
|  |        |

|  | Pseudovolpe di Darwin |
|  |                       |
|  | Aguarachay            |
|  |                       |

|  | Culpeo |
|  |        |
|  | Chilla |
|  |        |

|  | Pseudovolpe di Darwin |
|  |                       |
|  | Aguarachay            |
|  |                       |

|  | Culpeo |
|  |        |
|  | Chilla |
|  |        |

|  | Pseudovolpe di Darwin |
|  |                       |
|  | Aguarachay            |
|  |                       |

|  | Culpeo |
|  |        |
|  | Chilla |
|  |        |

|  | Pseudovolpe di Darwin |
|  |                       |
|  | Aguarachay            |
|  |                       |

|  | Culpeo |
|  |        |
|  | Chilla |
|  |        |

|  | Pseudovolpe di Darwin |
|  |                       |
|  | Aguarachay            |
|  |                       |

|  | Culpeo |
|  |        |
|  | Chilla |
|  |        |

|  | Pseudovolpe di Darwin |
|  |                       |
|  | Aguarachay            |
|  |                       |

|  | Culpeo |
|  |        |
|  | Chilla |
|  |        |

|  | Pseudovolpe di Darwin |
|  |                       |
|  | Aguarachay            |
|  |                       |

|  | Culpeo |
|  |        |
|  | Chilla |
|  |        |

|  | Pseudovolpe di Darwin |
|  |                       |
|  | Aguarachay            |
|  |                       |

|  | Culpeo |
|  |        |
|  | Chilla |
|  |        |

|  | Pseudovolpe di Darwin |
|  |                       |
|  | Aguarachay            |
|  |                       |

|  | Culpeo |
|  |        |
|  | Chilla |
|  |        |

|  | Pseudovolpe di Darwin |
|  |                       |
|  | Aguarachay            |
|  |                       |

|  | Culpeo |
|  |        |
|  | Chilla |
|  |        |

|  | Pseudovolpe di Darwin |
|  |                       |
|  | Aguarachay            |
|  |                       |

|  | Culpeo |
|  |        |
|  | Chilla |
|  |        |

|  | Pseudovolpe di Darwin |
|  |                       |
|  | Aguarachay            |
|  |                       |

|  | Culpeo |
|  |        |
|  | Chilla |
|  |        |

|  | Pseudovolpe di Darwin |
|  |                       |
|  | Aguarachay            |
|  |                       |

|  | Culpeo |
|  |        |
|  | Chilla |
|  |        |

|  | Pseudovolpe di Darwin |
|  |                       |
|  | Aguarachay            |
|  |                       |

|  | Culpeo |
|  |        |
|  | Chilla |
|  |        |

|  | Pseudovolpe di Darwin |
|  |                       |
|  | Aguarachay            |
|  |                       |

|  | Culpeo |
|  |        |
|  | Chilla |
|  |        |

|  | Pseudovolpe di Darwin |
|  |                       |
|  | Aguarachay            |
|  |                       |

|  | Culpeo |
|  |        |
|  | Chilla |
|  |        |

|  | Pseudovolpe di Darwin |
|  |                       |
|  | Aguarachay            |
|  |                       |

|  | Culpeo |
|  |        |
|  | Chilla |
|  |        |

|  | Pseudovolpe di Darwin |
|  |                       |
|  | Aguarachay            |
|  |                       |

|  | Culpeo |
|  |        |
|  | Chilla |
|  |        |

|  | Pseudovolpe di Darwin |
|  |                       |
|  | Aguarachay            |
|  |                       |

|  | Culpeo |
|  |        |
|  | Chilla |
|  |        |

|  | Pseudovolpe di Darwin |
|  |                       |
|  | Aguarachay            |
|  |                       |

|  | Culpeo |
|  |        |
|  | Chilla |
|  |        |

|  | Pseudovolpe di Darwin |
|  |                       |
|  | Aguarachay            |
|  |                       |

|  | Culpeo |
|  |        |
|  | Chilla |
|  |        |

|  | Pseudovolpe di Darwin |
|  |                       |
|  | Aguarachay            |
|  |                       |

|  | Culpeo |
|  |        |
|  | Chilla |
|  |        |

|  | Pseudovolpe di Darwin |
|  |                       |
|  | Aguarachay            |
|  |                       |

|  | Culpeo |
|  |        |
|  | Chilla |
|  |        |

|  | Pseudovolpe di Darwin |
|  |                       |
|  | Aguarachay            |
|  |                       |

|  | Culpeo |
|  |        |
|  | Chilla |
|  |        |

|  | Pseudovolpe di Darwin |
|  |                       |
|  | Aguarachay            |
|  |                       |

|  | Culpeo |
|  |        |
|  | Chilla |
|  |        |

|  | Pseudovolpe di Darwin |
|  |                       |
|  | Aguarachay            |
|  |                       |

|  | Culpeo |
|  |        |
|  | Chilla |
|  |        |

|  | Pseudovolpe di Darwin |
|  |                       |
|  | Aguarachay            |
|  |                       |

|  | Culpeo |
|  |        |
|  | Chilla |
|  |        |

|  | Pseudovolpe di Darwin |
|  |                       |
|  | Aguarachay            |
|  |                       |

|  | Culpeo |
|  |        |
|  | Chilla |
|  |        |

|  | Pseudovolpe di Darwin |
|  |                       |
|  | Aguarachay            |
|  |                       |

|  | Culpeo |
|  |        |
|  | Chilla |
|  |        |

|  | Pseudovolpe di Darwin |
|  |                       |
|  | Aguarachay            |
|  |                       |

|  | Culpeo |
|  |        |
|  | Chilla |
|  |        |

|  | Pseudovolpe di Darwin |
|  |                       |
|  | Aguarachay            |
|  |                       |

|  | Culpeo |
|  |        |
|  | Chilla |
|  |        |

|  | Pseudovolpe di Darwin |
|  |                       |
|  | Aguarachay            |
|  |                       |

|  | Culpeo |
|  |        |
|  | Chilla |
|  |        |

|  | Pseudovolpe di Darwin |
|  |                       |
|  | Aguarachay            |
|  |                       |

|  | Culpeo |
|  |        |
|  | Chilla |
|  |        |

|  | Pseudovolpe di Darwin |
|  |                       |
|  | Aguarachay            |
|  |                       |

|  | Culpeo |
|  |        |
|  | Chilla |
|  |        |

|  | Pseudovolpe di Darwin |
|  |                       |
|  | Aguarachay            |
|  |                       |

|  | Culpeo |
|  |        |
|  | Chilla |
|  |        |

|  | Pseudovolpe di Darwin |
|  |                       |
|  | Aguarachay            |
|  |                       |

|  | Culpeo |
|  |        |
|  | Chilla |
|  |        |

|  | Pseudovolpe di Darwin |
|  |                       |
|  | Aguarachay            |
|  |                       |

|  | Culpeo |
|  |        |
|  | Chilla |
|  |        |

|  | Pseudovolpe di Darwin |
|  |                       |
|  | Aguarachay            |
|  |                       |

|  | Culpeo |
|  |        |
|  | Chilla |
|  |        |

## Habitat e stato di conservazione

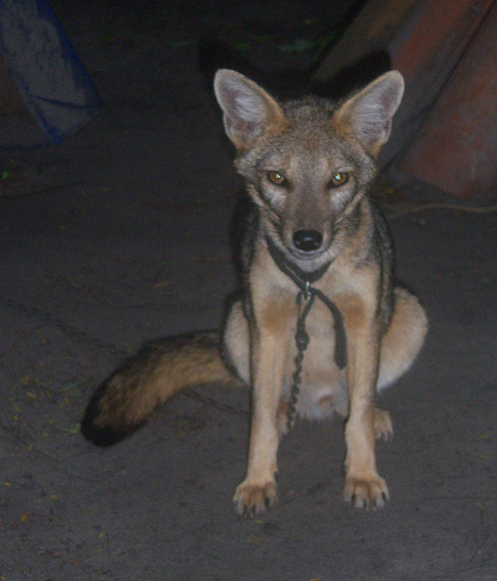
Esemplare in cattività nel Ceará

Il suo habitat naturale è la vasta — quasi 2 milioni di km2 — savana tropicale del Cerrado brasiliano che con circa 10.000 specie di piante tracheofite e più di 1.600 specie identificate di mammiferi, rettili e uccelli costituisce uno dei biomi a maggiore biodiversità del pianeta. L'areale attuale comprende, oltre al Cerrado, anche la fascia di transizione della savana con la zona umida del Pantanal, ma, nel passato, al termine del Pleistocene superiore era decisamente più ampio come testimoniato da un singolo ritrovamento fossile presso Luján, in Argentina.
Lo IUCN ritiene che il jaguapitango sia molto diffusa nel Cerrado anche se in misura inferiore al maikong, la specie geneticamente più affine che condivide il suo stesso habitat. 
È stato classificato come "vulnerabile", nel 1993, nel corso del convegno Canid Conservation Assessment and Management Plan tenutosi a San Paolo, ma non è incluso negli elenchi delle specie protette del CITES. Al 2008, secondo lo IUCN, il suo stato di conservazione desta solo limitate preoccupazioni grazie all'adattabilità della specie alle influenze antropiche e alla sua ampia diffusione.
A causa della sua dieta prevalentemente insettivora, il jaguapitango non preda animali domestici a differenza del maikong che ne è un cacciatore eccezionale, ma avvicinandosi spesso agli insediamenti umani condividr anch'essa, immeritatamente, la fama negativa di quest'ultima venendo frequentemente uccise dagli allevatori.).
Non sono state adottate misure particolari per la sua conservazione né esiste una legislazione specifica, ma la caccia e la cattura di esemplari selvatici di questa specie è proibita in gran parte degli stati del Brasile, e la sua pelliccia non ha uno specifico interesse commerciale. La distruzione dell'ecosistema del Cerrado per far luogo alle coltivazioni agricole, e che procede al ritmo del 3% annuo, è un significativo fattore di rischio nel medio e lungo periodo, ma l'elevata adattabilità della specie potrebbe escludergli un impatto negativo.